# Kamienica (Mazovie)
Pour les articles homonymes, voir Kamienica.
Kamienica (prononciation : [kamjɛˈnit͡sa]) est un village polonais de la gmina de Załuski dans le powiat de Płońsk de la voïvodie de Mazovie dans le centre-est de la Pologne.
Le village compte approximativement une population de 392 habitants en 2006.

## Histoire
De 1975 à 1998, le village appartenait administrativement à la voïvodie de Ciechanów.